# Rue Faraday
La rue Faraday est une voie du 17e arrondissement de Paris, en France.

## Situation et accès

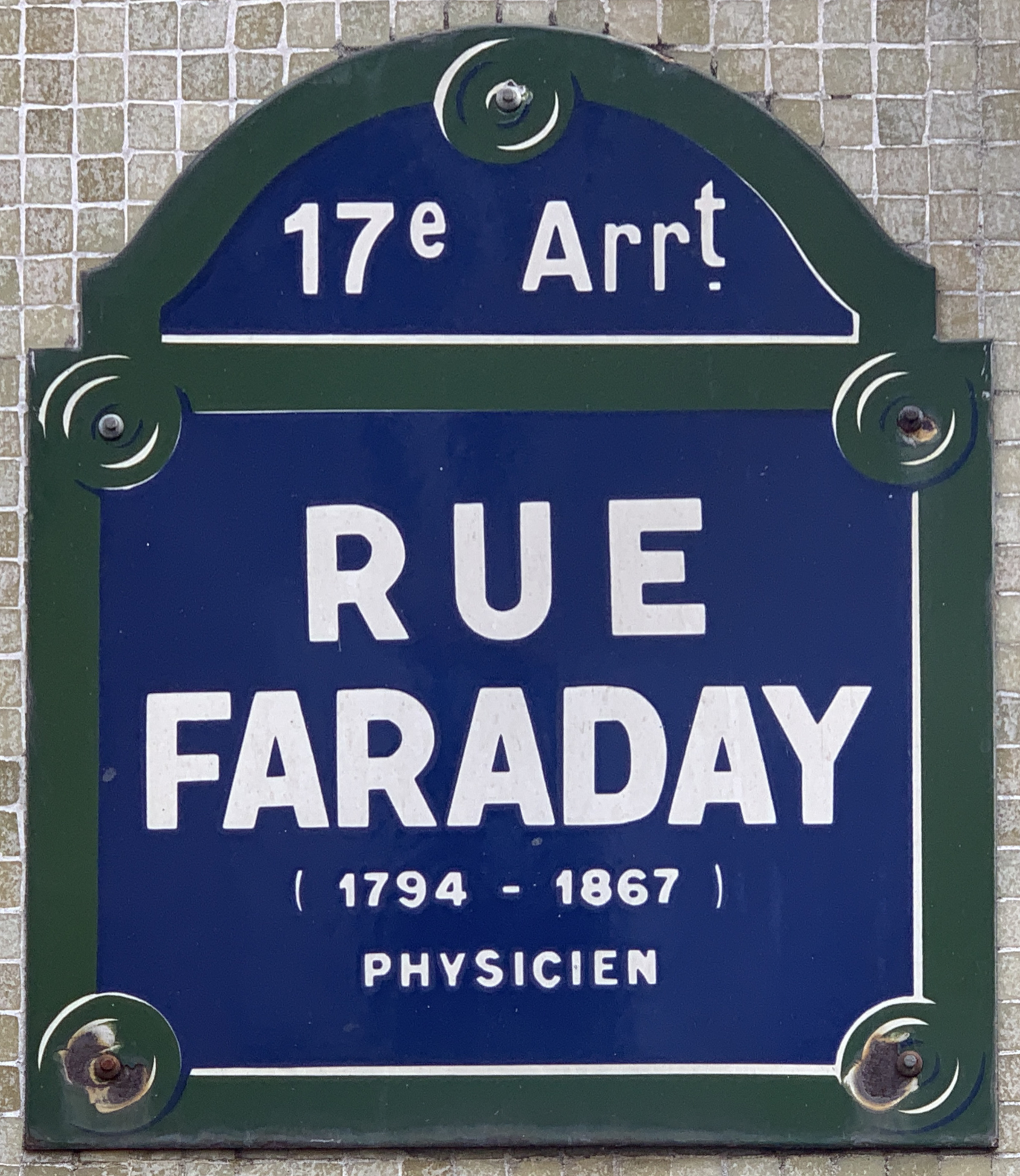
Plaque de la rue.

La rue Faraday est une voie publique située dans le 17e arrondissement de Paris. Elle débute au 8 bis, rue Lebon et se termine au 17, rue de Saint-Senoch. Elle contient notamment un accès à un marché couvert, ainsi qu'un concessionnaire automobile.
Le quartier est desservi par la ligne de métro 3 à la station Pereire et par la ligne C du RER à la gare de Pereire - Levallois.

## Origine du nom

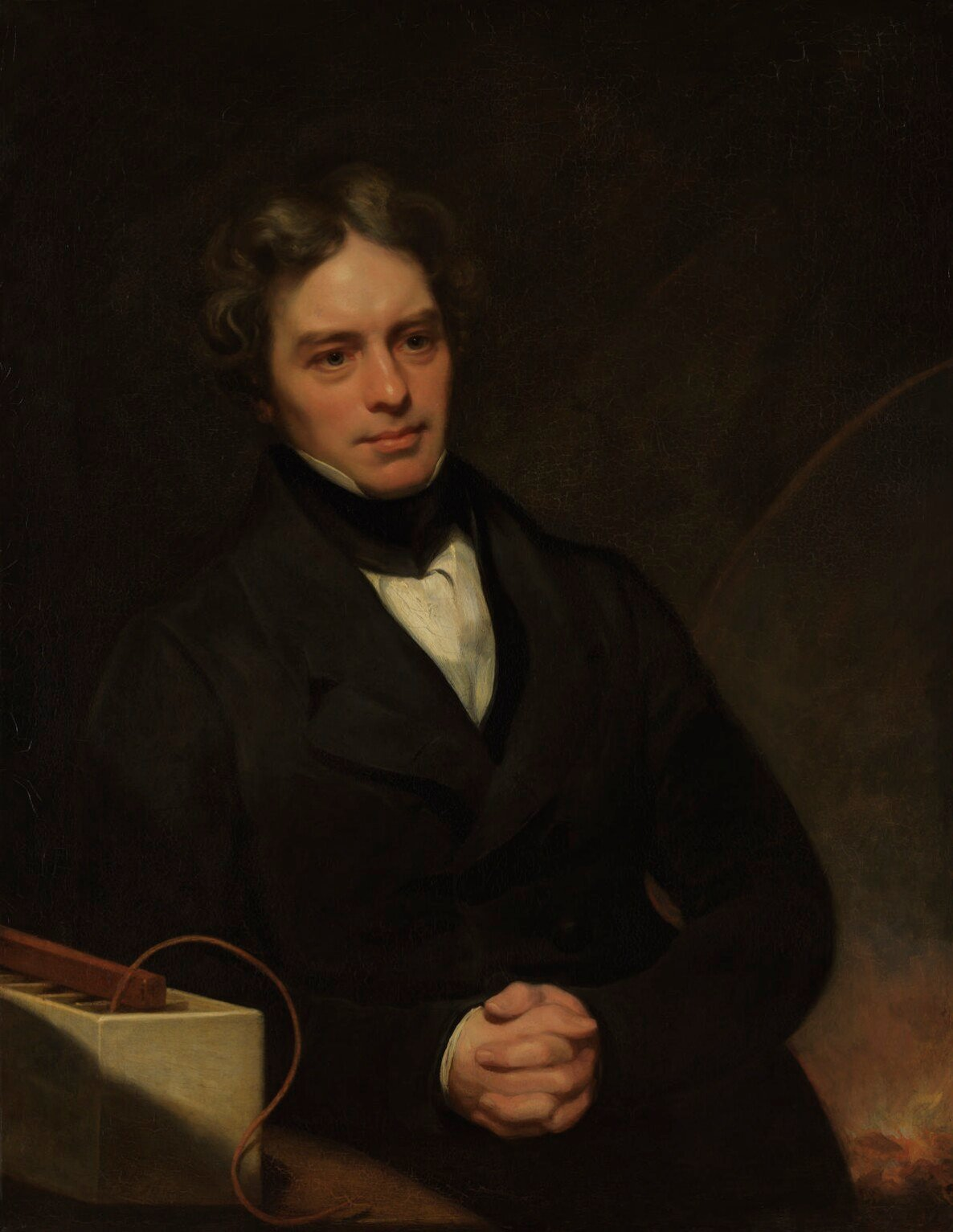
Michael Faraday.

Cette voie porte le nom du physicien anglais Michael Faraday (1791-1867).

## Historique

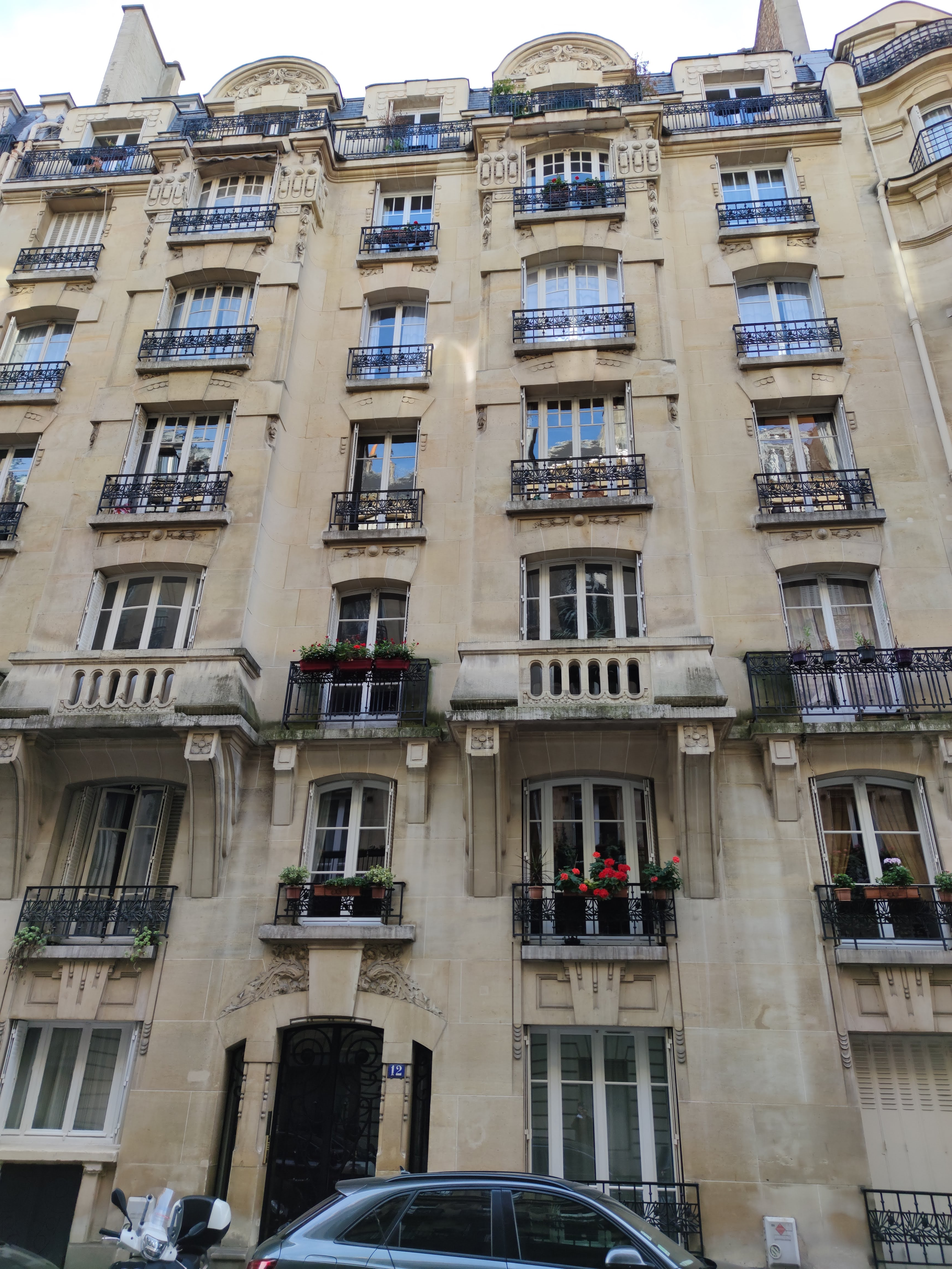
No 12.

Cette voie, qui prend sa dénomination par décret du 10 août 1868, n'est formée qu'en 1869.
Décret du 10 août 1868
« Napoléon, etc., 

sur le rapport de notre ministre secrétaire d’État au département de l'Intérieur,
vu l'ordonnance du 10 juillet 1816 ;
vu les propositions de M. le préfet de la Seine ;
avons décrété et décrétons ce qui suit :
Article 13. — Les deux rues latérales au nouveau marché du 17e arrondissement seront dénommées ainsi qu'il suit :
- la première, située au nord, recevra le nom de rue Faraday ;
- la deuxième, située au sud, celui de rue Torricelli ;

etc.
Article 17. — Notre ministre secrétaire d'État au département de l'Intérieur est chargé de l'exécution du présent décret.
Fait au palais de Fontainebleau, le 10 août 1868. »
La partie entre les rues Bayen et Laugier n'est ouverte qu'en 1881 et prend sa dénomination par arrêté du 30 août 1884.